# Journal of the Royal Society of New Zealand
Journal of the Royal Society of New Zealand (abreviado J. Roy. Soc. New Zealand) es una revista científica con ilustraciones y descripciones botánicas que es publicada en Nueva Zelanda desde 1971 hasta ahora. Fue precedida por Transactions of the Royal Society of New Zealand Biological Sciences.